# Palacio de los Deportes Pierre de Coubertin
El Palacio de los Deportes Pierre de Coubertin (en francés: Palais des sports Pierre-de-Coubertin)  es un pabellón deportivo en la ciudad de Montpellier, en Francia que recibe el nombre de Pierre de Coubertin. Sus espacios están diseñados para dar cabida a 4003 espectadores. Esta es la sede utilizada por el club de voleibol de la Universidad de Montpellier. Fue anfitrión de las actuaciones del club desaparecido Montpellier Paillade Basket en la década de 1990 y hasta el año 2002.